# جيرالدين كلوديت داردن
جيرالدين كلوديت داردن (بالإنجليزية: Geraldine Claudette Darden)‏ هي رياضياتية ومُدرسة أمريكية، ولدت في 22 يوليو 1936.